# Мюнхвайлер-ан-дер-Альзенц
Мюнхвайлер-ан-дер-Альзенц (нім. Münchweiler an der Alsenz) — громада в Німеччині, розташована в землі Рейнланд-Пфальц. Входить до складу району Доннерсберг. Складова частина об'єднання громад Віннвайлер.
Площа — 7,13 км2. Населення становить 1211 ос. (станом на 31 грудня 2020).

## Галерея

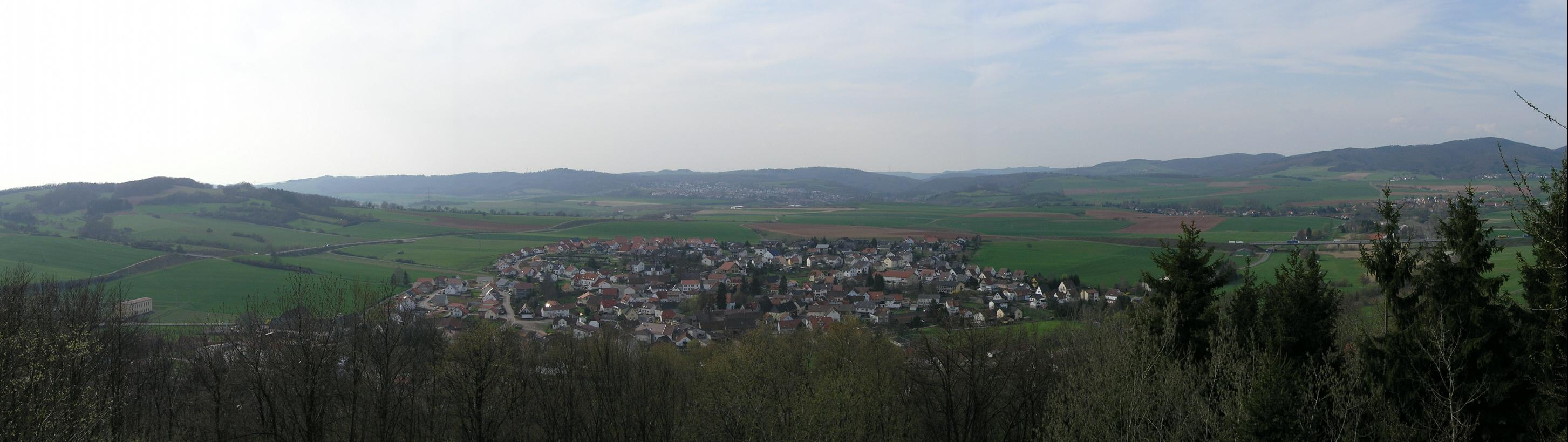
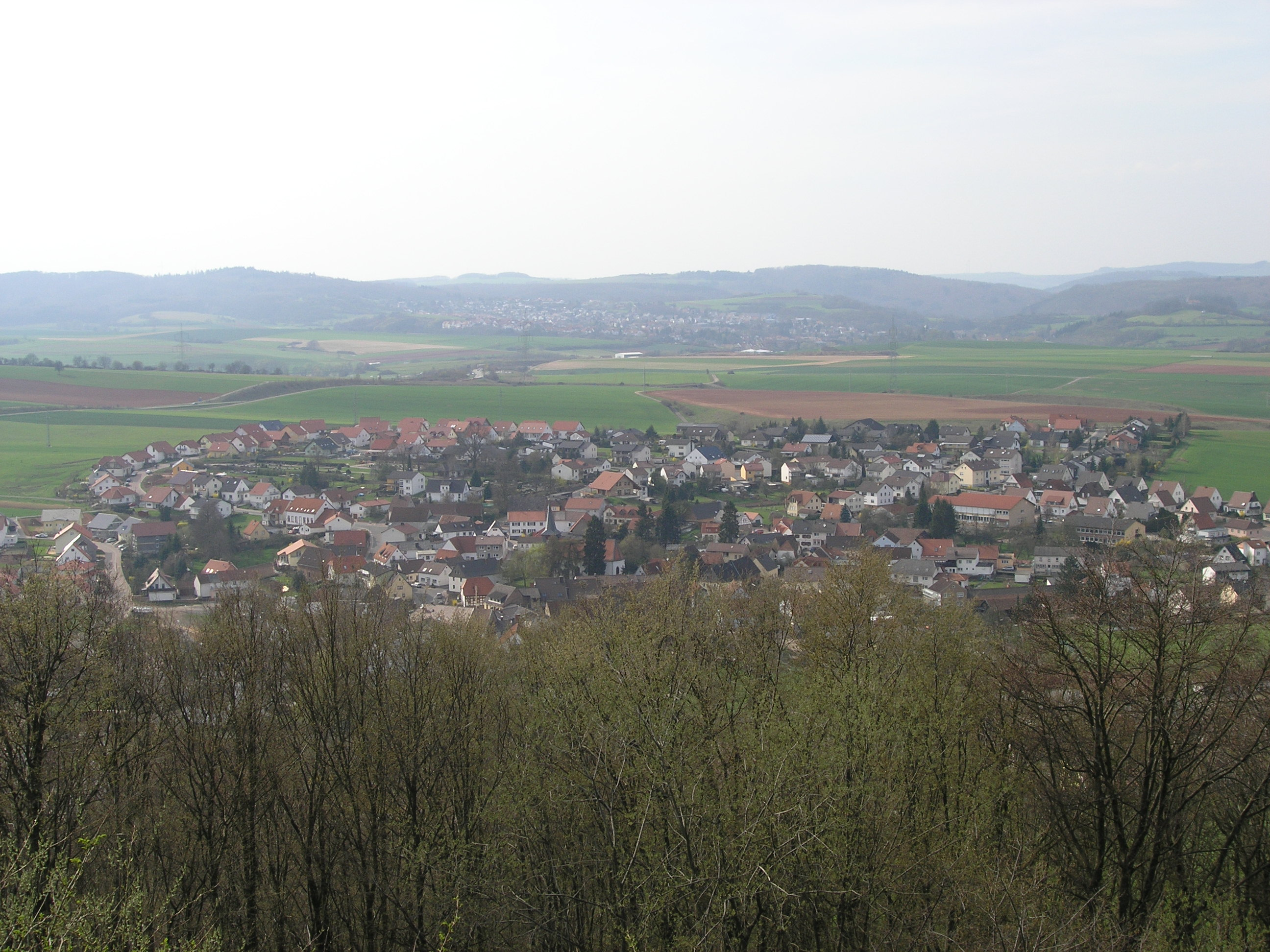
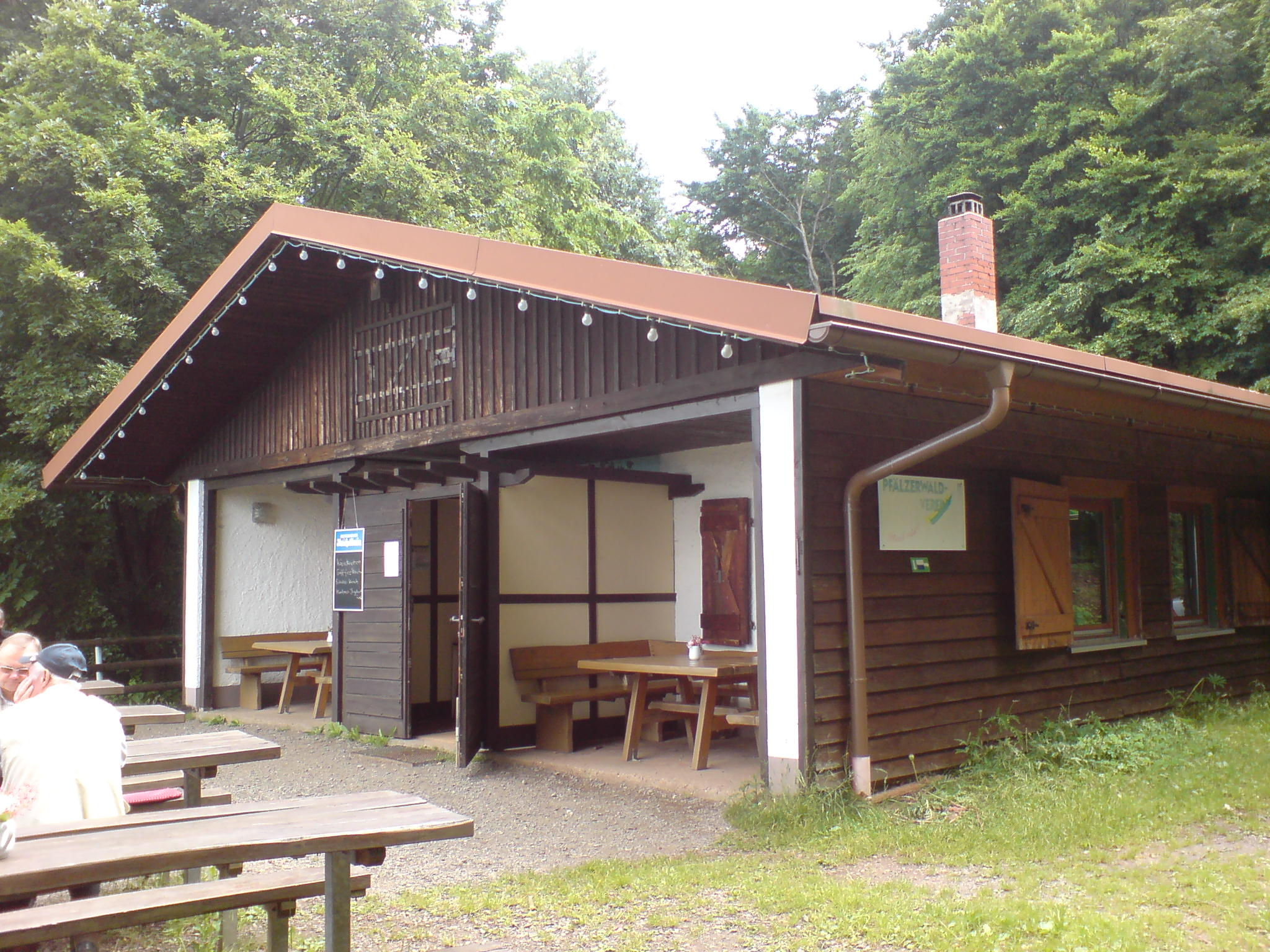